# ネイプルズ (フロリダ州)
ネイプルズ （英: Naples）は、アメリカ合衆国フロリダ州の都市。コリアー郡の郡庁所在地である。人口は1万9115人（2020年）。コリアー郡の全体で構成するネイプルズ・マルコアイランド都市圏の中核。公式には郡庁所在地であるが、実際の郡庁舎は隣接する未編入領域イーストネイプルズにある。

## 歴史
ネイプルズは1880年代後半に、元南軍の将軍でケンタッキー州選出アメリカ合衆国上院議員ジョン・スチュアート・ウィリアムズと、そのパートナーであるケンタッキー州ルイビルの事業家で「ルイビル・クーリエ・ジャーナル」の発行者ウォルター・N・ハルドマンによって設立された。1870年代から1880年代を通じて、この地域の温暖な気候と魚や動物の多さが、明るいイタリア半島に擬せられて雑誌や新聞に書かれていた。ネイプルズという名前も、その推奨者達が「イタリアのナポリ湾に勝る」と表現していたことから付けられた。1927年1月7日にネイプルズまで鉄道が開通し、タミアミ・トレイル（タンパからマイアミ）が1928年にネイプルズとマイアミを繋いだ後は、大きな発展が予測されたが、世界恐慌と第二次世界大戦のために発展が始まらなかった。戦中に陸軍航空隊が小さな飛行場を建設し、それを訓練施設として使った。これが現在、ネイプルズ市民空港となっている。
1945年に襲来したハリケーンの損失を埋めるために埋め立てが必要とされた。地元浚渫会社であるフォレスト・ウォーカー&サンズが16番アベニュー南の北、ゴードン・ドライブとガルフショア・ブールバードの間に1つの湖を造成した。1949年、フォレスト・ウォーカーがラスト氏に、ジャマイカ・チャンネルから現在の14番アベニュー南まで296エーカー (1.18 km2) の土地を売却するよう求めた。ジャマイカ・チャンネルは拡張され、1本の運河が浚渫されて、1950年3月までに14番アベニュー南が造られ、同年のオープニング・パーティで、新しい区域は「アクアレーン・ショアーズ」と名付けられた。その後14番アベニュー南の南にさらにチャンネル（水路）が付け加えられ、地元にいる水鳥の名前をアルファベット順に名付けられた。14番アベニュー南から最初のチャンネルはアンヒンガ・チャンネル（ヘビウ）、15番アベニュー南の南のチャンネルがビッターン・チャンネル（サンカノゴイ）、16番アベニュー南の南のチャンネルがクレーン・チャンネル（ツル）、17番アベニュー南の南のチャンネルがダック・チャンネル（アヒル）、21番アベニュー南の南のチャンネルがエグレット・チャンネル（シラサギ）という具合だった。そのチャンネルから先は入り江が続き、順にフラミンゴ、ガル（カモメ）、ヘロン（サギ）、アイビス（トキ）と進み、最初からあるアクア入り江もあった。これら当初のチャンネル、運河、入り江はマングローブ湿地を浚渫し整地したものだった。浅い岩が掘削の邪魔になるところでは、土地を埋め立てて、航行できる水路のある区画にした。
1966年2月3日、「アクアレーン・ショアーズ協会」が非営利法人として法人化された。これは地域の区画所有者に奉仕するためのものであり、その地域の東はネイプルズ湾、西はゴードン・ドライブで大まかに区切られ、14番アベニュー南から21番アベニュー南まで、またマリーナ・ドライブ、フォレスト・レーン、サウスウィンズ・ドライブ沿いの土地となっていた。30年後の1996年、州法により市のマスタープランを「アクアレーン・ショアーズ地区」と改称し、その領域を西はメキシコ湾岸、東はネイプルズ湾とし、14番アベニュー南から南のジャマイカ・チャンネルまで全てとした。多くの運河や水際に立つ家屋がネイプルズ湾南部の景観に特徴ある外観を与えており、多くの家屋所有者はメキシコ湾に出ていくことができる。

## 人口動態
以下は2010年の国勢調査による人口統計データである。
| 基礎データ - 人口: 19,537 人 - 世帯数: 9,708 世帯 - 家族数: 6,568 家族 - 人口密度: 673.2人/km2（1,744.3人/mi2） - 住居数: 16,956 軒 - 住居密度: 544.2軒/km2（1,410.0軒/mi2） 人種別人口構成 - 白人: 94.1% - アフリカン・アメリカン: 4.5% - ネイティブ・アメリカン: 0.12% - アジア人: 0.33% - 太平洋諸島系: 0.02% - その他の人種: 0.30% - 混血: 1.0% - ヒスパニック・ラテン系: 4.5% | 年齢別人口構成 - 18歳未満: 10.9% - 18-24歳: 2.3% - 25-44歳: 14.5% - 45-64歳: 30.0% - 65歳以上: 42.3% - 年齢の中央値: 61歳 - 性比（女性100人あたり男性の人口） - 総人口: 86.0 - 18歳以上: 83.9 世帯と家族（対世帯数） - 18歳未満の子供がいる: 10.9% - 結婚・同居している夫婦: 53.8% - 未婚・離婚・死別女性が世帯主: 5.0% - 非家族世帯: 39.2% - 単身世帯: 34.0% - 65歳以上の老人1人暮らし: 20.1% - 平均構成人数 - 世帯: 1.92人 - 家族: 2.38人 | 収入と家計 - 収入の中央値 - 世帯: 71,553米ドル - 家族: 102,262米ドル - 性別 - 男性: 86,092米ドル - 女性: 30,948米ドル - 人口1人あたり収入: 61,141米ドル - 貧困線以下 - 対人口: 5.9% - 対家族数: 3.1% - 18歳未満: 15.1% - 65歳以上: 3.3% |

## 経済
ネイプルズ市の経済はほとんどが観光に基づいており、昔は不動産開発と農業だった。エバーグレーズ国立公園やテンサウザンズ諸島に近いことからエコツーリストの間でも人気が高い。
市内にある企業としては、ビーズリー・ブロードキャスト・グループ、ASGソフトウェア・ソリューションズがあり、他にも多くの小企業がある。コリア郡が裕福なので、ネイプルズ市にも多くの非営利組織がある。
ネイプルズ都市圏には多くの民間企業がある。フォーチュン1000に載る企業としてヘルス・マネジメント・アソシエイツ、通信系のニューズバンクとインゲイジ・ネットワークスがあり、医療機器製造のアースレックスは市の北のノースネイプルズにある。
2009年、ネイプルズ市はその生活費の高さ故に高価な都市10傑の中に入った。

## 主要雇用主
ネイプルズ市の2011年包括的財務報告書に拠れば、市内の主要雇用主は次の通りである。
| 順位 | 雇用主                                     | 従業員数 |
| ---- | ------------------------------------------ | -------- |
| 1    | コリアー郡教育委員会                       | 5,446    |
| 2    | NCH ヘルスケア・システム                   | 3,725    |
| 3    | コリアー郡                                 | 1,727    |
| 4    | コリアー郡保安官事務所                     | 1,387    |
| 5    | ザ・ホーム・デポ                           | 1,012    |
| 6    | ザ・リッツ・カールトン                     | 743      |
| 7    | ウォルドーフ・アストリア・ネイプルズ       | 605      |
| 8    | ネイプルズ市                               | 449      |
| 9    | ネイプルズ・ビーチホテル・アンド・リゾート | 423      |
| 10   | コリアー郡保健部                           | 235      |

## 地理と気候
ネイプルズ市は座標では北緯26度08分20秒 西経81度47分42秒 / 北緯26.139度 西経81.795度 (26.139, -81.795) に位置している。アメリカ国道41号線沿いにあり、東はマイアミ市、北はフォートマイヤーズ市である。
アメリカ合衆国国勢調査局に拠れば、市域全面積は14.4平方マイル (37 km2)であり、このうち陸地12.03平方マイル (31 km2)、水域は2.38平方マイル (6 km2)で水域率は16.53%である。
気候は熱帯に入る。より厳密にはサバナ気候（ケッペンの気候区分"Aw"）である。
| ネイプルズ市の気候                       | ネイプルズ市の気候 | ネイプルズ市の気候 | ネイプルズ市の気候 | ネイプルズ市の気候 | ネイプルズ市の気候 | ネイプルズ市の気候 | ネイプルズ市の気候 | ネイプルズ市の気候 | ネイプルズ市の気候 | ネイプルズ市の気候 | ネイプルズ市の気候 | ネイプルズ市の気候 | ネイプルズ市の気候 |
| 月                                       | 1月                | 2月                | 3月                | 4月                | 5月                | 6月                | 7月                | 8月                | 9月                | 10月               | 11月               | 12月               | 年                 |
| ---------------------------------------- | ------------------ | ------------------ | ------------------ | ------------------ | ------------------ | ------------------ | ------------------ | ------------------ | ------------------ | ------------------ | ------------------ | ------------------ | ------------------ |
| 最高気温記録 °F （°C）                   | 88 (31)            | 89 (32)            | 91 (33)            | 95 (35)            | 95 (35)            | 98 (37)            | 98 (37)            | 98 (37)            | 99 (37)            | 95 (35)            | 91 (33)            | 89 (32)            | 99 (37)            |
| 平均最高気温 °F （°C）                   | 75 (24)            | 76 (24)            | 80 (27)            | 83 (28)            | 87 (31)            | 90 (32)            | 91 (33)            | 91 (33)            | 90 (32)            | 87 (31)            | 82 (28)            | 76 (24)            | 84 (29)            |
| 平均最低気温 °F （°C）                   | 54 (12)            | 54 (12)            | 58 (14)            | 62 (17)            | 67 (19)            | 72 (22)            | 73 (23)            | 73 (23)            | 73 (23)            | 68 (20)            | 62 (17)            | 56 (13)            | 64 (18)            |
| 最低気温記録 °F （°C）                   | 26 (−3)            | 28 (−2)            | 33 (1)             | 39 (4)             | 52 (11)            | 59 (15)            | 62 (17)            | 63 (17)            | 59 (15)            | 46 (8)             | 31 (−1)            | 27 (−3)            | 26 (−3)            |
| 降水量 inch （mm）                       | 2.008 (51.0)       | 2.169 (55.1)       | 2.079 (52.8)       | 1.992 (50.6)       | 4.209 (106.9)      | 8.181 (207.8)      | 7.98 (202.7)       | 8.051 (204.5)      | 8.11 (206.0)       | 3.598 (91.4)       | 1.992 (50.6)       | 1.531 (38.9)       | 51.902 (1,318.3)   |
| 平均月間日照時間                         | 150.3              | 155.3              | 165.3              | 195.4              | 225.1              | 290.2              | 295.2              | 275.3              | 250                | 200.4              | 175.6              | 160.7              | 2,737.6            |
| 出典：National Weather Service Miami, FL |                    |                    |                    |                    |                    |                    |                    |                    |                    |                    |                    |                    |                    |

## 教育
ネイプルズ市の公共教育はコリアー郡教育委員会が管理している。また各種私立の教育機関もある。小学校は公立13校、私立4校、中学校は公立7校、私立4校、高校は公立6校、私立4校がある。

### 高等教育機関
市内に本拠を置くカレッジは無いが、アベマリア法学校がノースネイプルズのビニヤーズ開発地に、フロリダ・ガルフコースト大学が近くのエステロにあり、それぞれネイプルズ市内のセンターキャンパスから継続学習授業を行っている。フロリダ州南西部には他にも次のような高等教育機関がある。
- アベマリア大学（35マイル, 56 km 北東）
- エディソン州立カレッジ（7マイル, 11 km 東）
- ホッジス大学（10マイル, 16 km 北東、フォートマイヤーズ）

市内にはオハイオ州立大卒業生が800人以上おり、2000年代初期に、本拠地のオハイオ州コロンバス以外では国内最大の卒業生クラブを設立した。これはアメリカ合衆国中西部の住人が多くネイプルズ市に移り住んだ結果によっている。

## 医療
地域医療は2つの医療システムが担当している。NCHヘルスケア・システムは2つの病院に681床がある。フィジシャンズ・リージョナル・ヘルスケア・システムは2つの病院に201床があり、ヘルス・マネジメント・アソシエイツが所有し、本郡はノースネイプルズのペリカンベイ・ブールバード5811にある。さらに市内に6つの医院を運営している。
コリアー・ヘルス・サービシーズは民間非営利「セイフティネット」の医療機関であり、ネイプルズ市とコリアー郡に12の医療機関があり、またロナルド・マクドナルド・ケア・モバイル・プログラムを行っている。基本医療と予防医療を行い、また歯科治療も行っている。2007年、郡内45,000人（その65%は子供）以上に対し、延べ186,000回近い治療を行った。

## 地域の見どころ
市内には幾つかの自然保護地がある。コークスクリュー湿地保護区、エバーグレーズ国立公園、ビッグサイプレス国立保護区、フロリダ・パンサー国立野生生物保護区、テンサウザンズ諸島国立野生生物保護区、ピカユーン・ストランド州有林である。コークスクリュー湿地保護区は広さ11,000エーカー (45 km2) の景観や野生生物ばかりでなく、その保護区を巡る延長2.5マイル (4 km) の板道でも知られている。カリビアン庭園にはネイプルズ動物園もあり、1919年の設立である。
市への空路はネイプルズ市民空港を利用できる。
市中心街にはネイプルズ・プレイヤーズ劇団があり、5番アベニュー南と3番アベニュー南のショッピング地区には様々なアンティーク・ショップが並ぶ。中心街のギャラリー・ローは多くの画廊が集まるところである。ベネシャンベイのビレッジはメキシコ湾岸でも大規模な屋外ショッピング地区である。タミアミ・トレイルの直ぐ近くにはやはり大規模な屋外ショッピングセンターであるウォーターサイド・ショップスがある。中心街に近いネイプルズ湾とゴードン川沿いにはティンシティショッピング地区がある。この屋外ショッピングセンターは、アンティークや手作り土産物品が多い。やはり中心街近くにビッグサイプレス・マーケットプレースがあり、多様な100店舗以上が入っている。シニアテニスのアウトバック・チャンピオンズ・シリーズでは毎年オリバー・グループ・チャンピオンズ・カップを開催している。またフロリダ・スポーツ公園では年に3回スワンプ・バギーのレースを開催している。
1989年からは毎年ネイプルズ・ハーフマラソンを開催している。2013年には2,036人が参加した。雑誌「ランナーズ・ワールド」から国内最良のハーフマラソンの1つに挙げられた。

## 芸能と文化
市内ではネイプルズ・プレイヤーズ劇団、オペラ・ネイプルズ、エクィティ（組合）劇団のシアター・ゾーン、ガルフショア・プレイハウスが活動している。ネイプルズ・フィルハーモニックとベイカー博物館がアーティス・ネイプルズにあり、ネイプルズ・フィルハーモニック青年オーケストラとフィルハーモニック青年コーラスの教育キャンパスとしても機能している。

## 海浜、公園、レクリエーション地域
メキシコ湾岸の海浜は10マイル (16 km) 以上の長さがあり、その清浄さと原始のままの海砂で知られている。2005年にケーブルテレビの「トラベル・チャンネル」で行った投票では、アメリカで最良の海浜になった。
次のような海浜公園がある。
- デルノア・ウィギンス・パス州立公園
- クラム・パス・ビーチ公園
- ネイプルズ市民海浜と釣り桟橋
- バンダービルト海浜
- ノース・ガルフショア・ブールバード海浜
- ラウダーミルク・ビーチ公園

ネイプルズ釣り桟橋、地域でもよく知られたランドマークである

ネイプルズ地域には80以上のチャンピオンシップがあるゴルフ場があり、住民1人当たりのホール数が多いことで、「世界のゴルフ首都」を自称している。
2009年12月、フロリダ州知事チャーリー・クリストが、大リーグシカゴ・カブスの会長クレーン・ケニー、チェアマンのトム・リケッツなどチームの役員と会見し、カブスの春季キャンプ場をアリゾナ州メサからネイプルズに移す可能性について話し合った。

### その他の見どころ
- キーウェイディン・クラブ
- ネイプルズ・プレイヤーズ
- ネイプルズ植物園
- エクィティ劇団のシアター・ゾーン
- パーム・コテージ
- シーボード・エア・ライン鉄道ネイプルズ駅
- ガルフショア・プレイハウス、エクィティ劇団
- ロン・ユライブ

## コリアー郡資産の著名な所有者
ネイプルズ市（およびコリアー郡の未編入領域）にはセカンドハウスの所有者が多く、その多くは国内や世界中にも家を所有している。これらの人々は年に数週間から数か月、通常は冬にネイプルズに滞在している。下記リストはネイプルズに家を所有している著名人である。
- バズ・オルドリン、宇宙飛行士、著作家
- ラリー・バード、NBAバスケットボール選手
- ベン・ボーヴァ、SF作家、100冊以上の著書がある
- メアリー・カリロ、プロテニス選手、スポーツキャスター
- ロビン・クック、著作家
- ジャネット・イヴァノヴィッチ、著作家
- ビル・ゲイツ、マイクロソフト創業者
- アレックス・ライフソン、 ロックバンドラッシュのギタリスト
- ロッコ・ミーディエート、プロゴルファー
- クリス・リーソップ、メジャーリーグベースボール選手
- ドナルド・トランプ、不動産開発業者